# Sibyl M. Rock

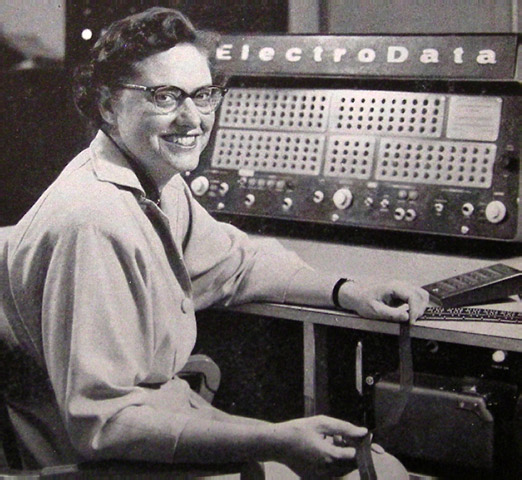
Sibyl Rock, 1955

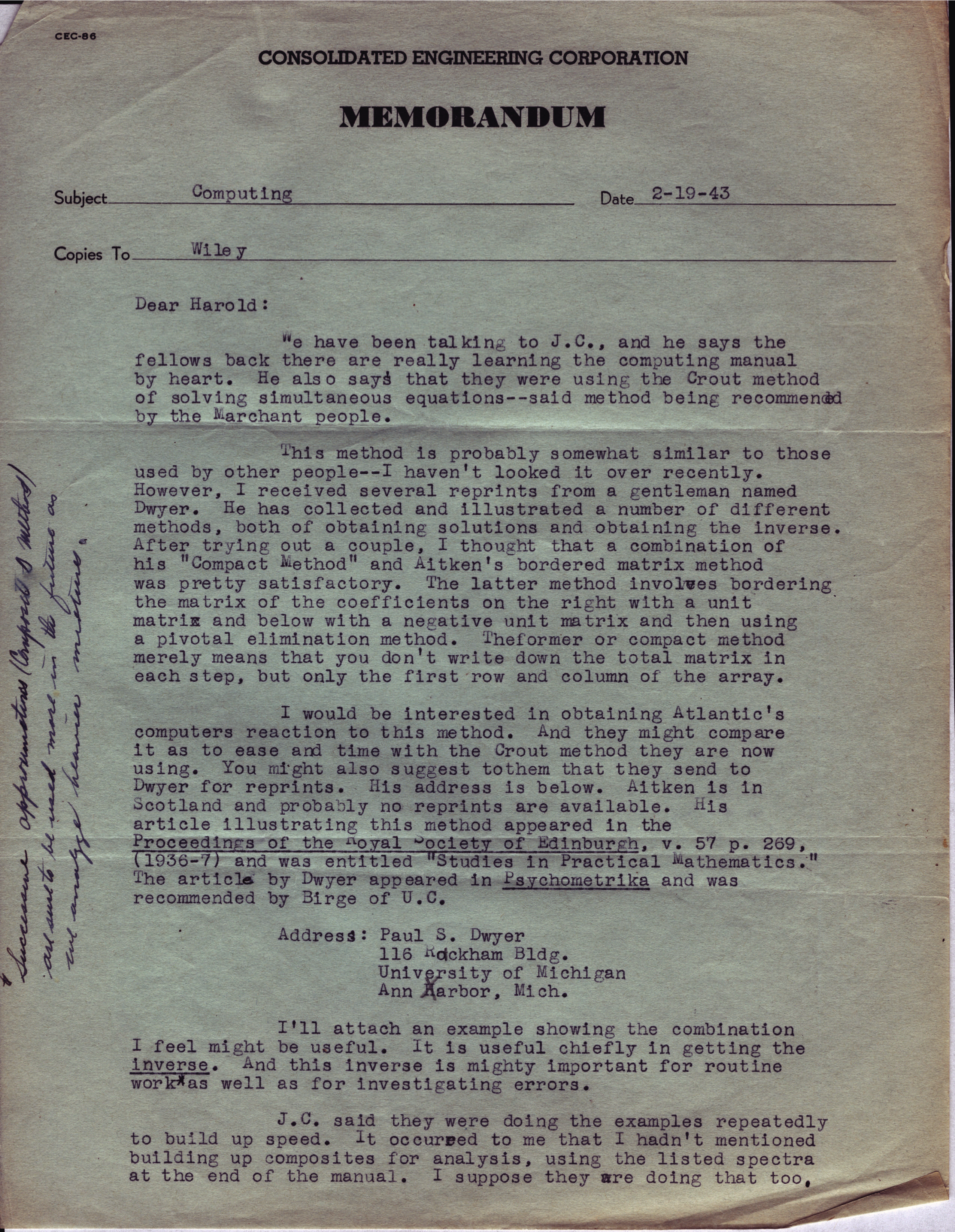
Brief von Sibyl M. Rock an Harold Wiley, 1943, Consolidated Engineering Corporation

Sibyl Martha Rock (* 1. August 1909 in Butte, Montana; † 17. November 1981 in Los Angeles, Kalifornien) war eine US-amerikanische Mathematikerin und Informatikerin. Sie war eine Pionierin in der Entwicklung von Methoden zur Datenanalyse beim Einsatz von Massenspektrometern zur Analyse von Kohlenwasserstoffgemischen.

## Leben und Werk
Rock begann 1927 an der University of California, Los Angeles das Mathematikstudium und erwarb 1931 einen Bachelor in Mathematik. Während dieser Zeit war sie Präsidentin der nationalen Mathematikgesellschaft Phi Beta Kappa. Sie arbeitete dann in der Erdölindustrie zuerst bei Rieber Laboratories und 1938 bei Herbert Hoover Jr.s neu gegründeter United Geophysical Corporation. Sie wechselte zu der Consolidated Engineering Corporation, als diese begann, das Massenspektrometer als kommerzielles Produkt zu entwickeln. Sie arbeitete dort in der Forschungsgruppe mit dem Computerpionier Clifford Berry, mit dem sie 1946 einen analogen Computer entwickelte und patentierte. Mit diesem konnten mehrere lineare Gleichungen gleichzeitig gelöst werden, die für die Analyse von Massenspektrometerdaten geeignet sind. Harry Huskey und der Mathematiker Ernst Selmer waren als Dozenten und Berater in den Entwicklungsprozess involviert und sie arbeitete mit Ernst Selmer an Codierungsproblemen für die Maschine. Dieser Digitalrechner war der Vorläufer des Datatron, der 1961 beim ersten Start einer Saturn-Rakete in Cape Canaveral zur Analyse von Echtzeit-Führungsdaten eingesetzt wurde. 1947 entwickelte sie viele der Verfahren zur Analyse von Gemischen und verfasste Computerhandbücher, darunter das Computerhandbuch: Analyse von Gas- und Flüssigkeitsgemischen mit Hilfe des Massenspektrometers. Zusammen mit Martin Shepherd vom National Bureau of Standards analysierte sie die ersten Pasadena-Smogproben. Diese Forschung lieferte wertvolle Informationen über das Vorhandensein und die Arten von Kohlenwasserstoffen in der Luft von Los Angeles sowie über die Oxidation von Kohlenwasserstoffen mit Ozon und Stickoxiden. Sie war auch maßgeblich an der Entwicklung mathematischer Techniken zur Analyse der Ergebnisse von Massenspektrometern beteiligt.